# Березнуватка
Березнува́тка — село в Україні, у Синельниківському районі Дніпропетровської області. Входить до складу Раївської сільської громади. Населення за переписом 2001 року становить 44 особи. До 2017 року орган місцевого самоврядування — Луб'янська сільська рада.

## Історія
12 червня 2020 року, відповідно до розпорядження Кабінету Міністрів України № 709-р від «Про визначення адміністративних центрів та затвердження територій територіальних громад Дніпропетровської області», увійшло до складу Раївської сільської громади.
19 липня 2020 року, в результаті адміністративно-територіальної реформи та ліквідації   Синельниківського (1923—2020) району, село увійшло до складу новоутвореного Синельниківського району.

## Географія
Село Березнуватка розташоване за 3 км від правого берега річки Нижня Терса, за 3 км від села Циганівка. На північно-західній околиці села бере початок Балка Собача.

## Інтернет-посилання
- Погода в селі Березнуватка [Архівовано 20 грудня 2011 у Wayback Machine.]